# Rattus sordidus gestri
Rattus sordidus gestri is een ondersoort van de rat Rattus sordidus die voorkomt in het zuidoosten van Nieuw-Guinea, inclusief het eiland Yule. Hij leeft in savanne- en graslandgebieden. Er zijn twee synoniemen, Rattus gestri bunae Troughton, 1946 en Rattus brachyrhinus Tate & Archbold, 1935. Deze ondersoort is vaak als een aparte soort beschouwd.
De rugvacht is donkerbruin of geelbruin, met fijne, zachte, dunne stekels. De oren zijn bedekt met korte, bruine haren. De buik is grijs tot crèmekleurig. De staart is donkerbruin of iets lichter. Jonge dieren hebben een wat grijzere vacht zonder stekels. Vrouwtjes hebben 3+3=12 mammae. De kop-romplengte bedraagt 140 tot 198 mm, de staartlengte 100 tot 167 mm en de acchtervoetlengte 27,5 tot 37 mm.